# قندس أوراسي
قندس أوراسي (الاسم العلمي:Castor fiber) هو نوع من الحيوانات يتبع جنس قندس من فصيلة القندسية.